# 1104
Il 1104 (MCIV in numeri romani) è un anno bisestile del XII secolo.

## Eventi
- Viene fondata la prima fabbrica al mondo, l'Arsenale di Venezia.
- Aprile - Terremoto con vittime in Liguria
- Eruzione di tipo pliniano del vulcano Hekla in Islanda.
- Assedio di Acri - Baldovino I con l'aiuto della flotta genovese strappa l'importante città portuale ai Fatimidi d'Egitto.
- 7 maggio - Battaglia di Harran. Sconfitta Crociata. Baldovino II di Edessa e Joscelin di Courtenay vengono fatti prigionieri dai turchi.
- 20 giugno - Viene recuperata l'icona della "Consolata", oggi conservata nella Santuario della Consolata di Torino

## Nati
- Ibn Hubayra, giurista arabo († 1165)
- Eleonora di Blois, contessa († 1147)
- Minamoto no Yorimasa, militare e poeta giapponese († 1180)
- Roberto di Beaumont, II conte di Leicester, nobile britannico († 1168)
- Vsevolod II di Kiev, principe († 1146)
- Ibn Zafar, filosofo e politologo arabo
- Waleran de Beaumont, I conte di Worcester, nobile († 1166)
- Fujiwara no Kiyosuke, poeta giapponese († 1177)

## Morti
- 2 marzo - Bernardo I di Scheyern, nobile tedesco
- 8 giugno - Duqaq I, re
- 9 settembre - Hildegarda di Borgogna, nobile francese (n. 1056)
- 28 settembre - Pietro I d'Aragona, re
- 26 ottobre - Giovanni I di Kraichgau, vescovo cattolico tedesco
- Badis ibn Mansur, principe berbero
- Guglielmo d'Este, vescovo cattolico italiano
- Danishmend Ghazi, condottiero
- Mansur ibn Nasir, principe berbero

## Calendario
| Calendario 1104 | Calendario 1104 | Calendario 1104 | Calendario 1104 | Calendario 1104 | Calendario 1104 | Calendario 1104 | Calendario 1104 | Calendario 1104 | Calendario 1104 | Calendario 1104 | Calendario 1104 | Calendario 1104 | Calendario 1104 | Calendario 1104 | Calendario 1104 | Calendario 1104 | Calendario 1104 | Calendario 1104 | Calendario 1104 | Calendario 1104 | Calendario 1104 | Calendario 1104 | Calendario 1104 | Calendario 1104 | Calendario 1104 | Calendario 1104 | Calendario 1104 | Calendario 1104 | Calendario 1104 | Calendario 1104 | Calendario 1104 | Calendario 1104 |
| --------------- | --------------- | --------------- | --------------- | --------------- | --------------- | --------------- | --------------- | --------------- | --------------- | --------------- | --------------- | --------------- | --------------- | --------------- | --------------- | --------------- | --------------- | --------------- | --------------- | --------------- | --------------- | --------------- | --------------- | --------------- | --------------- | --------------- | --------------- | --------------- | --------------- | --------------- | --------------- | --------------- |
|                 | 1               | 2               | 3               | 4               | 5               | 6               | 7               | 8               | 9               | 10              | 11              | 12              | 13              | 14              | 15              | 16              | 17              | 18              | 19              | 20              | 21              | 22              | 23              | 24              | 25              | 26              | 27              | 28              | 29              | 30              | 31              |                 |
| Gennaio         | Ve              | Sa              | Do              | Lu              | Ma              | Me              | Gi              | Ve              | Sa              | Do              | Lu              | Ma              | Me              | Gi              | Ve              | Sa              | Do              | Lu              | Ma              | Me              | Gi              | Ve              | Sa              | Do              | Lu              | Ma              | Me              | Gi              | Ve              | Sa              | Do              |                 |
| Febbraio        | Lu              | Ma              | Me              | Gi              | Ve              | Sa              | Do              | Lu              | Ma              | Me              | Gi              | Ve              | Sa              | Do              | Lu              | Ma              | Me              | Gi              | Ve              | Sa              | Do              | Lu              | Ma              | Me              | Gi              | Ve              | Sa              | Do              | Lu              |                 |                 |                 |
| Marzo           | Ma              | Me              | Gi              | Ve              | Sa              | Do              | Lu              | Ma              | Me              | Gi              | Ve              | Sa              | Do              | Lu              | Ma              | Me              | Gi              | Ve              | Sa              | Do              | Lu              | Ma              | Me              | Gi              | Ve              | Sa              | Do              | Lu              | Ma              | Me              | Gi              |                 |
| Aprile          | Ve              | Sa              | Do              | Lu              | Ma              | Me              | Gi              | Ve              | Sa              | Do              | Lu              | Ma              | Me              | Gi              | Ve              | Sa              | Do              | Lu              | Ma              | Me              | Gi              | Ve              | Sa              | Do              | Lu              | Ma              | Me              | Gi              | Ve              | Sa              |                 |                 |
| Maggio          | Do              | Lu              | Ma              | Me              | Gi              | Ve              | Sa              | Do              | Lu              | Ma              | Me              | Gi              | Ve              | Sa              | Do              | Lu              | Ma              | Me              | Gi              | Ve              | Sa              | Do              | Lu              | Ma              | Me              | Gi              | Ve              | Sa              | Do              | Lu              | Ma              |                 |
| Giugno          | Me              | Gi              | Ve              | Sa              | Do              | Lu              | Ma              | Me              | Gi              | Ve              | Sa              | Do              | Lu              | Ma              | Me              | Gi              | Ve              | Sa              | Do              | Lu              | Ma              | Me              | Gi              | Ve              | Sa              | Do              | Lu              | Ma              | Me              | Gi              |                 |                 |
| Luglio          | Ve              | Sa              | Do              | Lu              | Ma              | Me              | Gi              | Ve              | Sa              | Do              | Lu              | Ma              | Me              | Gi              | Ve              | Sa              | Do              | Lu              | Ma              | Me              | Gi              | Ve              | Sa              | Do              | Lu              | Ma              | Me              | Gi              | Ve              | Sa              | Do              |                 |
| Agosto          | Lu              | Ma              | Me              | Gi              | Ve              | Sa              | Do              | Lu              | Ma              | Me              | Gi              | Ve              | Sa              | Do              | Lu              | Ma              | Me              | Gi              | Ve              | Sa              | Do              | Lu              | Ma              | Me              | Gi              | Ve              | Sa              | Do              | Lu              | Ma              | Me              |                 |
| Settembre       | Gi              | Ve              | Sa              | Do              | Lu              | Ma              | Me              | Gi              | Ve              | Sa              | Do              | Lu              | Ma              | Me              | Gi              | Ve              | Sa              | Do              | Lu              | Ma              | Me              | Gi              | Ve              | Sa              | Do              | Lu              | Ma              | Me              | Gi              | Ve              |                 |                 |
| Ottobre         | Sa              | Do              | Lu              | Ma              | Me              | Gi              | Ve              | Sa              | Do              | Lu              | Ma              | Me              | Gi              | Ve              | Sa              | Do              | Lu              | Ma              | Me              | Gi              | Ve              | Sa              | Do              | Lu              | Ma              | Me              | Gi              | Ve              | Sa              | Do              | Lu              |                 |
| Novembre        | Ma              | Me              | Gi              | Ve              | Sa              | Do              | Lu              | Ma              | Me              | Gi              | Ve              | Sa              | Do              | Lu              | Ma              | Me              | Gi              | Ve              | Sa              | Do              | Lu              | Ma              | Me              | Gi              | Ve              | Sa              | Do              | Lu              | Ma              | Me              |                 |                 |
| Dicembre        | Gi              | Ve              | Sa              | Do              | Lu              | Ma              | Me              | Gi              | Ve              | Sa              | Do              | Lu              | Ma              | Me              | Gi              | Ve              | Sa              | Do              | Lu              | Ma              | Me              | Gi              | Ve              | Sa              | Do              | Lu              | Ma              | Me              | Gi              | Ve              | Sa              |                 |